# 베트남의 재외공관 목록

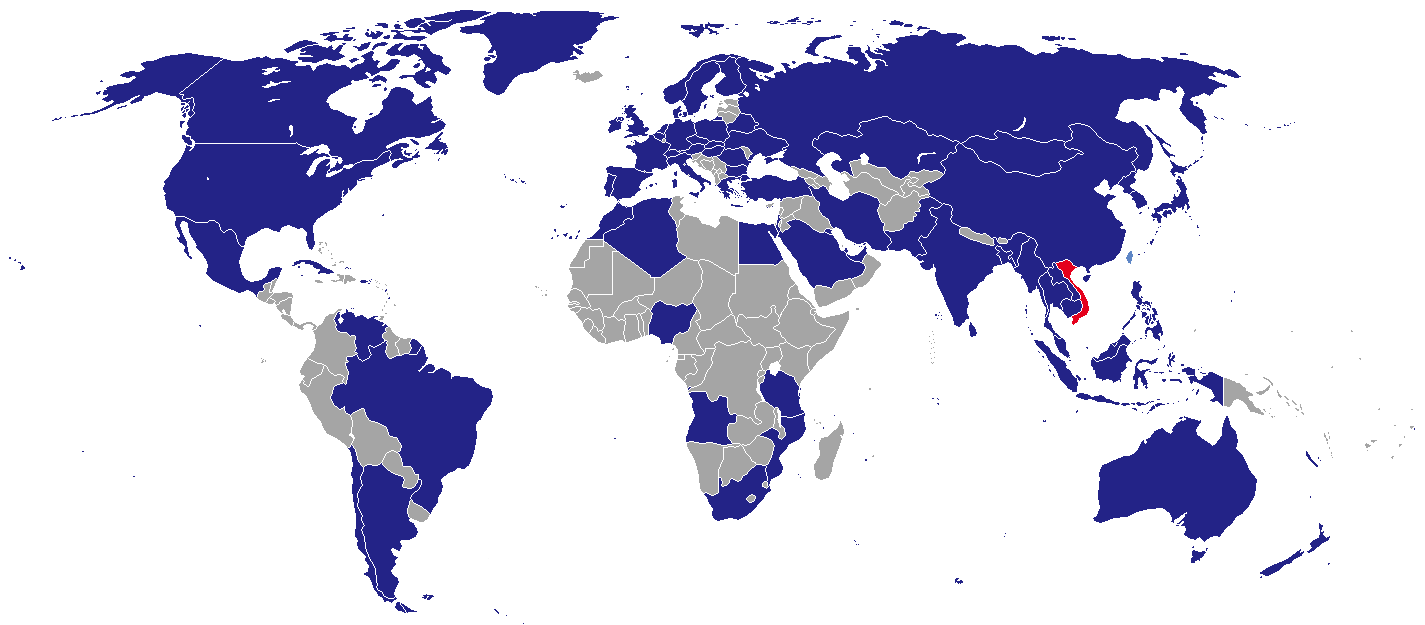
베트남의 재외공관

베트남의 재외공관 목록은 베트남 주재 대사관을 각국에 상주시켜 놓는 것을 의미하며 베트남의 재외공관을 나열한 목록이다.

## 아프리카
- 알제리 : 알제 (대사관)

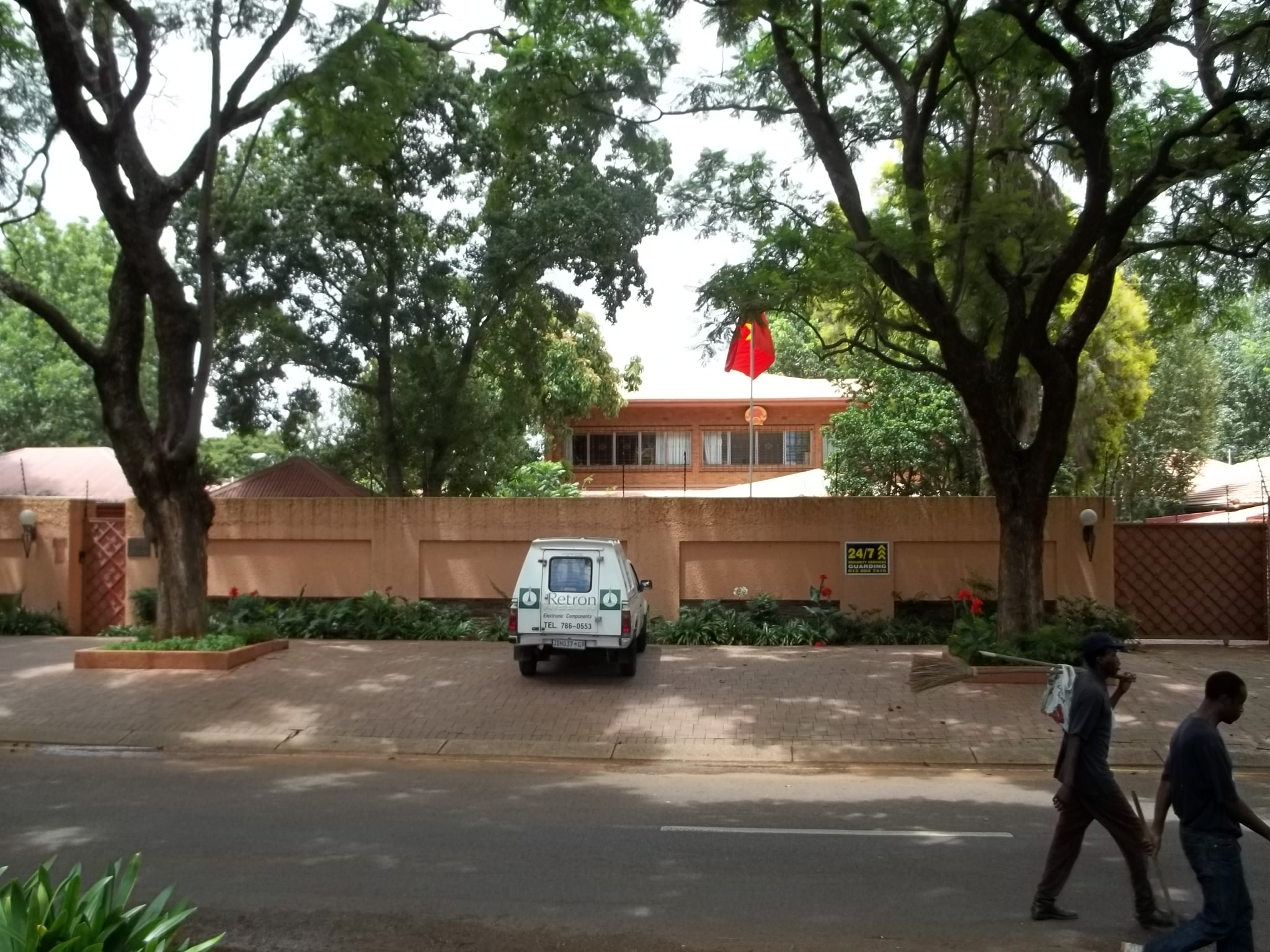
프리토리아 주재 베트남 대사관

- 앙골라 : 루안다 (대사관)
- 이집트 : 카이로 (대사관)
- 리비아 : 트리폴리 (대사관)
- 모로코 : 라바트 (대사관)
- 모잠비크 : 마푸투 (대사관)
- 나이지리아 : 아부자 (대사관)
- 남아프리카 공화국 : 프리토리아 (대사관)
- 탄자니아 : 다르에스살람 (대사관)

## 아메리카

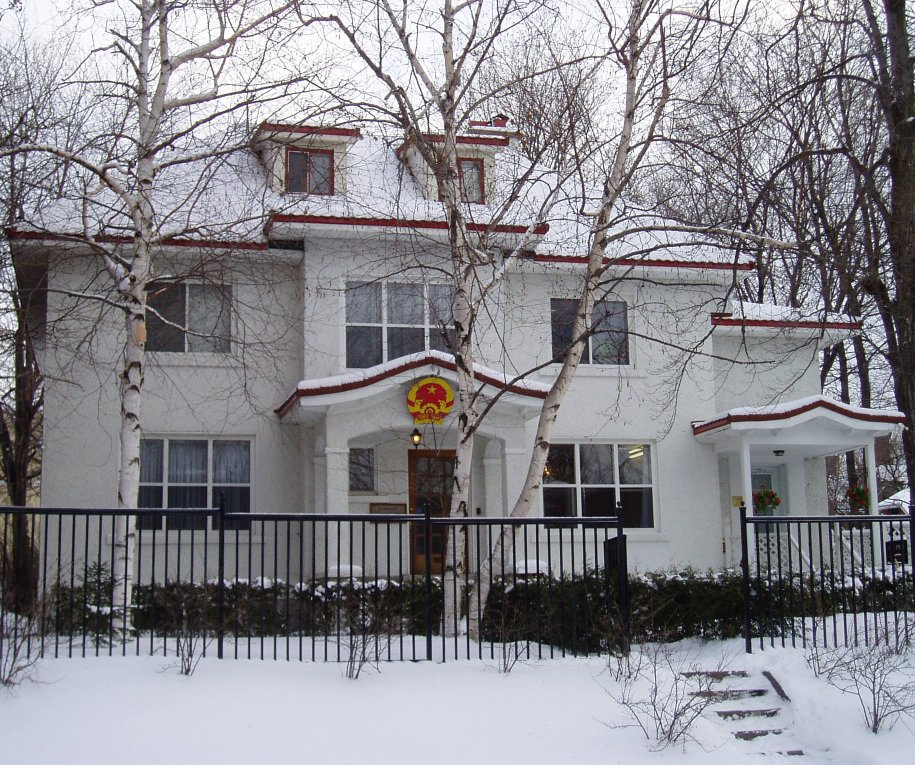
오타와 주재 베트남 대사관

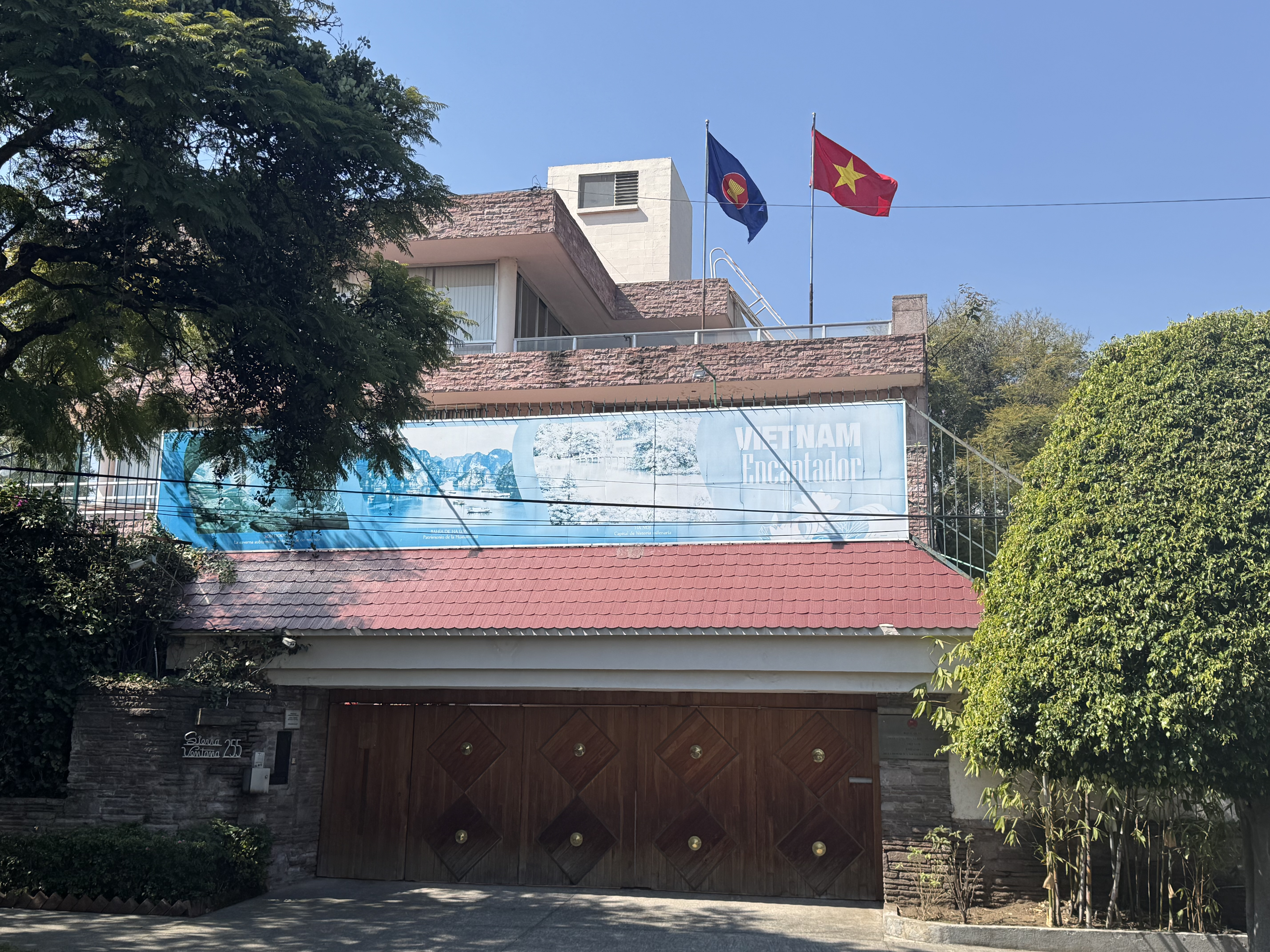
멕시코시티 주재 베트남 대사관

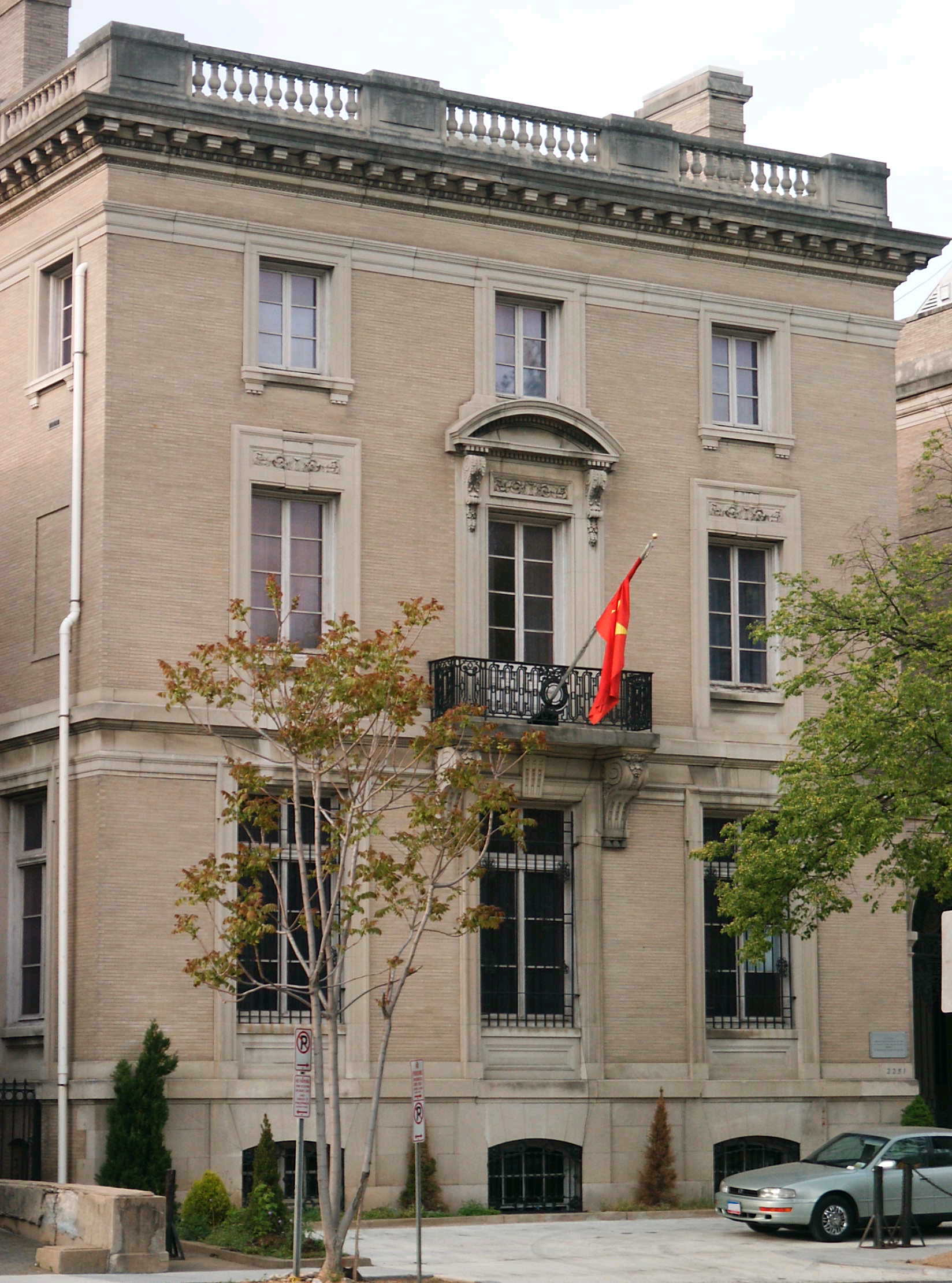
워싱턴 D.C. 주재 베트남 대사관

- 아르헨티나 : 부에노스아이레스 (대사관)
- 브라질 : 브라질리아 (대사관)
- 캐나다 : 오타와 (대사관), 밴쿠버 (총영사관)
- 칠레 : 산티아고 (대사관)
- 쿠바 : 아바나 (대사관)
- 멕시코 : 멕시코시티 (대사관)
- 파나마 : 파나마시티 (대사관)
- 미국 : 워싱턴 D.C. (대사관), 휴스턴 (총영사관), 샌프란시스코 (총영사관), 뉴욕 (영사관)
- 베네수엘라 : 카라카스 (대사관)

## 아시아
- 방글라데시 : 다카 (대사관)

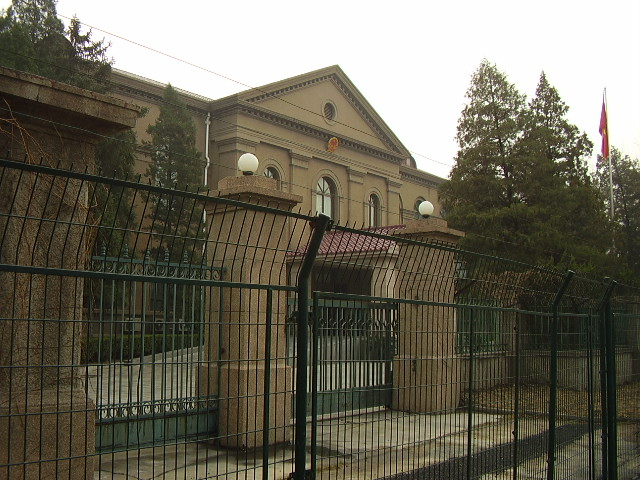
베이징 주재 베트남 대사관

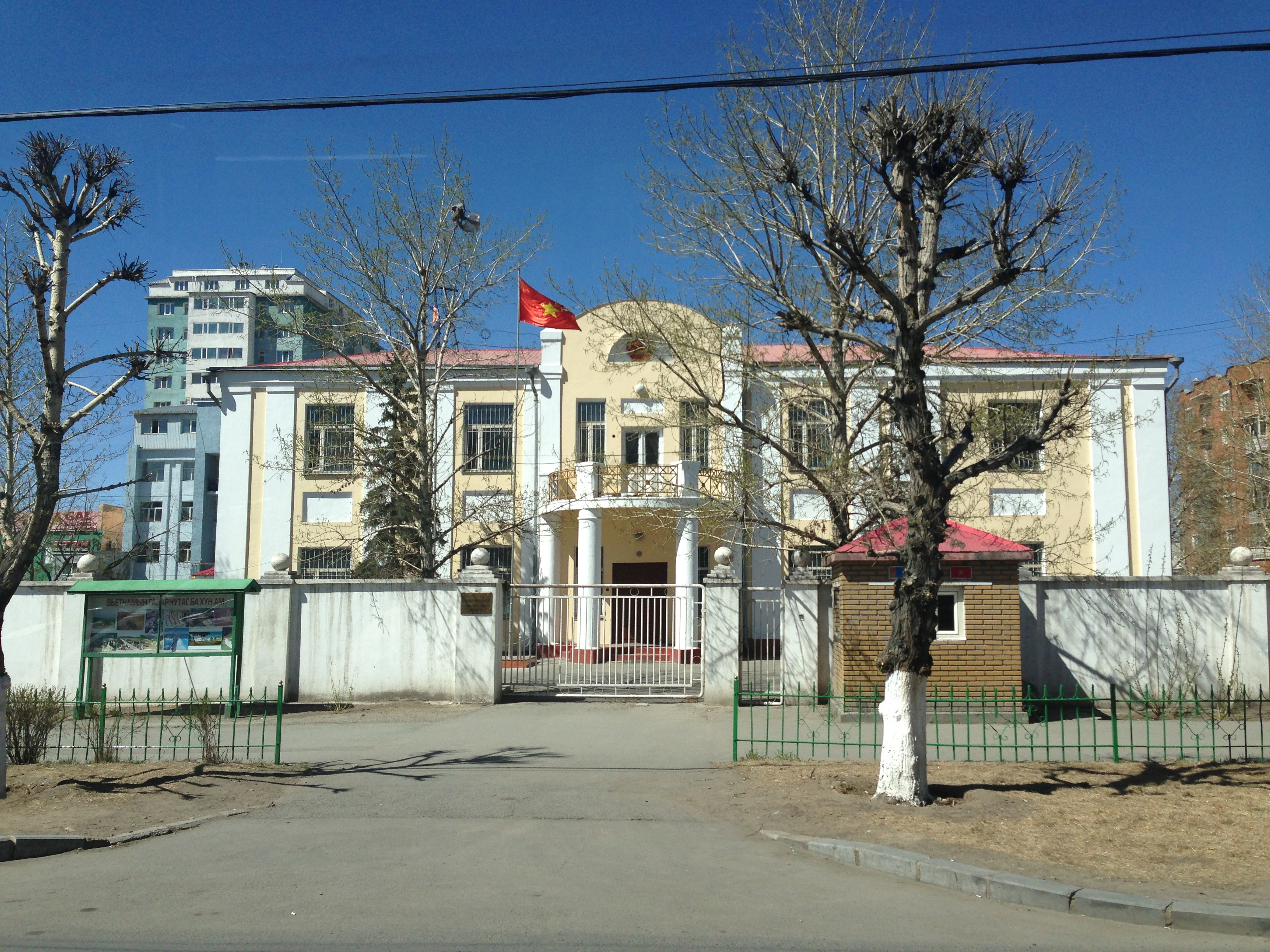
울란바토르 주재 베트남 대사관

- 브루나이 : 반다르스리브가완 (대사관)
- 캄보디아 : 프놈펜 (대사관), 바탐방 (총영사관), 시아누크빌 (총영사관)
- 중화인민공화국 : 베이징시 (대사관), 광저우시 (총영사관), 홍콩 (총영사관), 쿤밍 시 (총영사관), 난닝시 (총영사관), 상하이시 (총영사관)
- 인도 : 뉴델리 (대사관), 뭄바이 (총영사관)
- 인도네시아 : 자카르타 (대사관)
- 이란 : 테헤란 (대사관)
- 이스라엘 : 텔아비브 (대사관)
- 일본 : 도쿄도 (대사관), 오사카시 (총영사관), 후쿠오카시 (총영사관), 나고야시 (영사 사무소)
- 카자흐스탄 : 아스타나 (대사관)
- 조선민주주의인민공화국 : 평양직할시 (대사관)
- 대한민국 : 서울특별시 (대사관), 부산광역시 (총영사관)
- 쿠웨이트 : 쿠웨이트시티 (대사관)
- 라오스 : 비엔티안 (대사관), 팍세 (총영사관), 카이손폼비한 (총영사관), 루앙프라방 (총영사관)
- 말레이시아 : 쿠알라룸푸르 (대사관)
- 몽골 : 울란바토르 (대사관)
- 미얀마 : 양곤 (대사관)
- 파키스탄 : 이슬라마바드 (대사관)
- 필리핀 : 마닐라 (대사관)
- 카타르 : 도하 (대사관)
- 사우디아라비아 : 리야드 (대사관)
- 싱가포르 : 싱가포르 (대사관)
- 스리랑카 : 콜롬보 (대사관)
- 대만 : 타이베이시 (경제·문화 대표부)
- 태국 : 방콕 (대사관), 콘깬 (총영사관)
- 튀르키예 : 앙카라 (대사관)
- 아랍에미리트 : 아부다비 (대사관)
- 우즈베키스탄 : 타슈켄트 (대사관)

## 유럽
- 오스트리아 : 빈 (대사관)

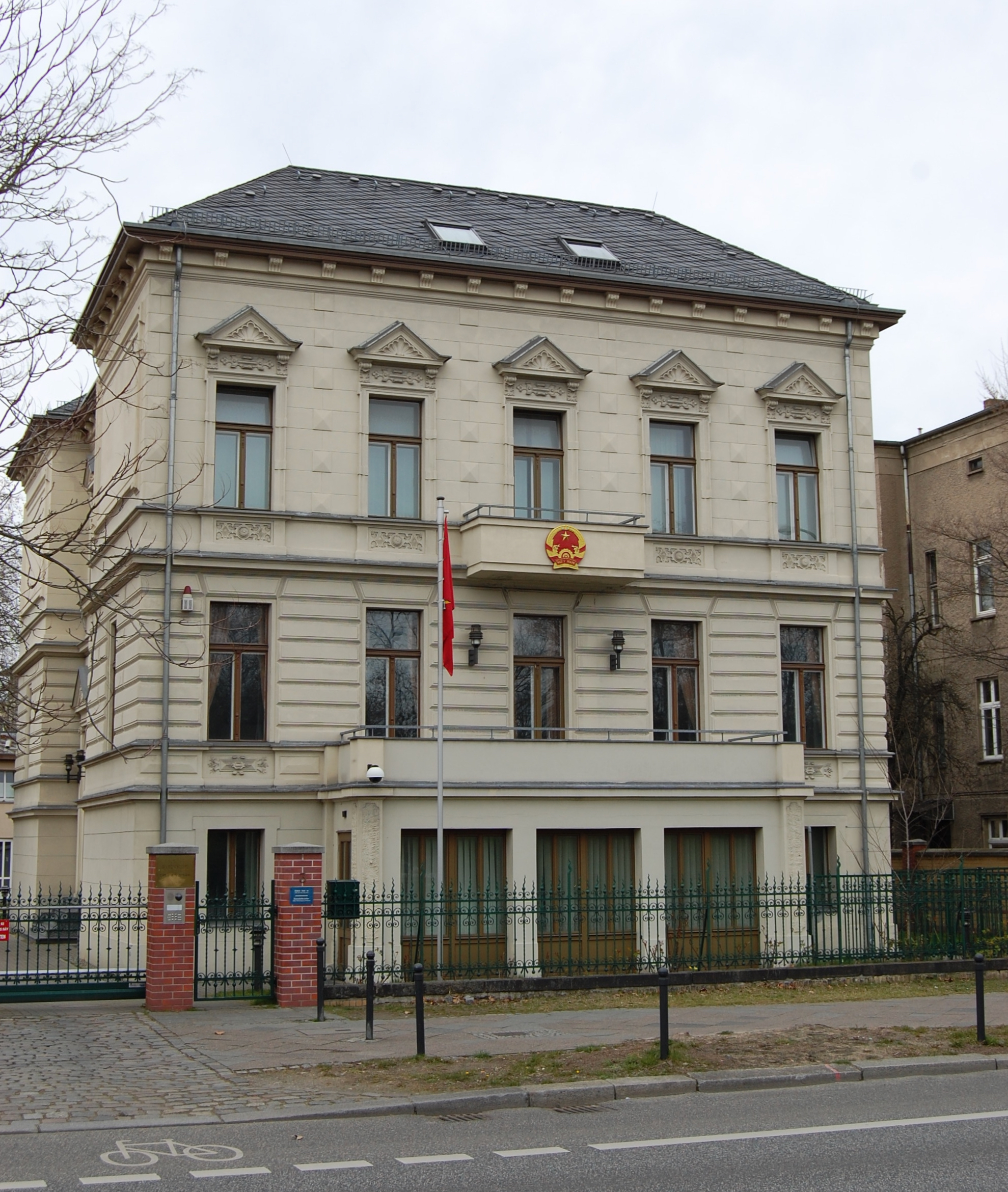
베를린 주재 베트남 대사관

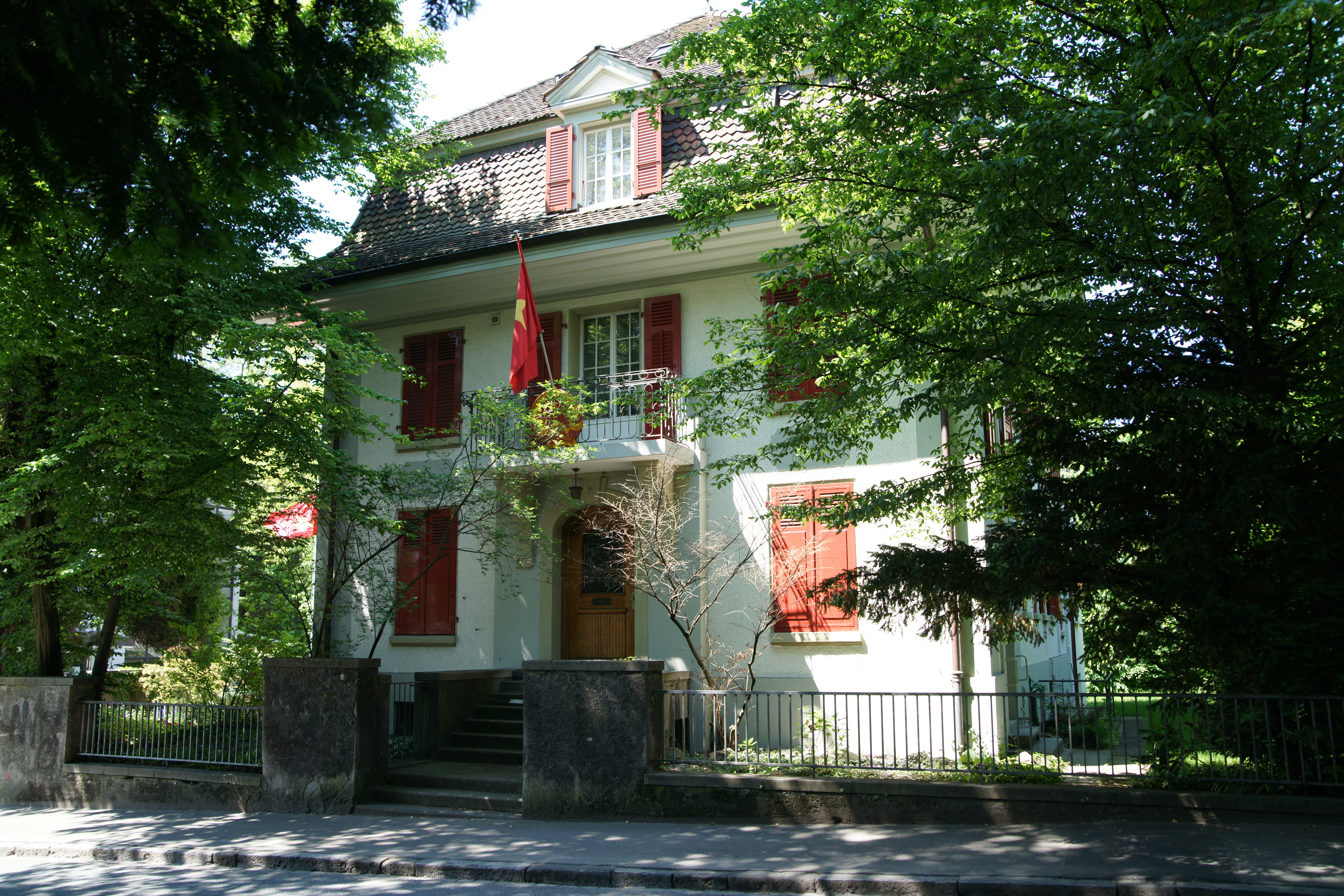
베른 주재 베트남 대사관

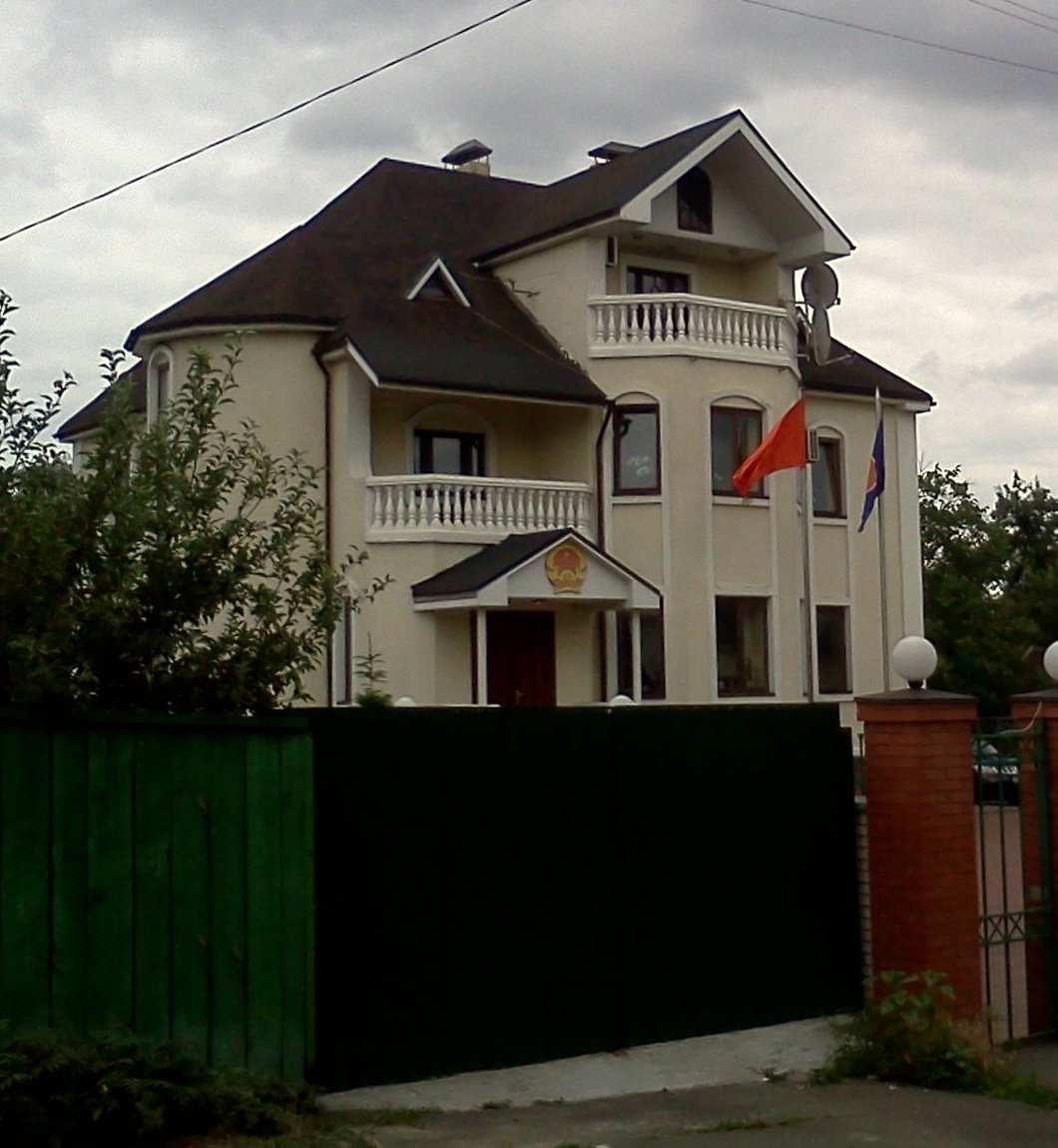
키예프 주재 베트남 대사관

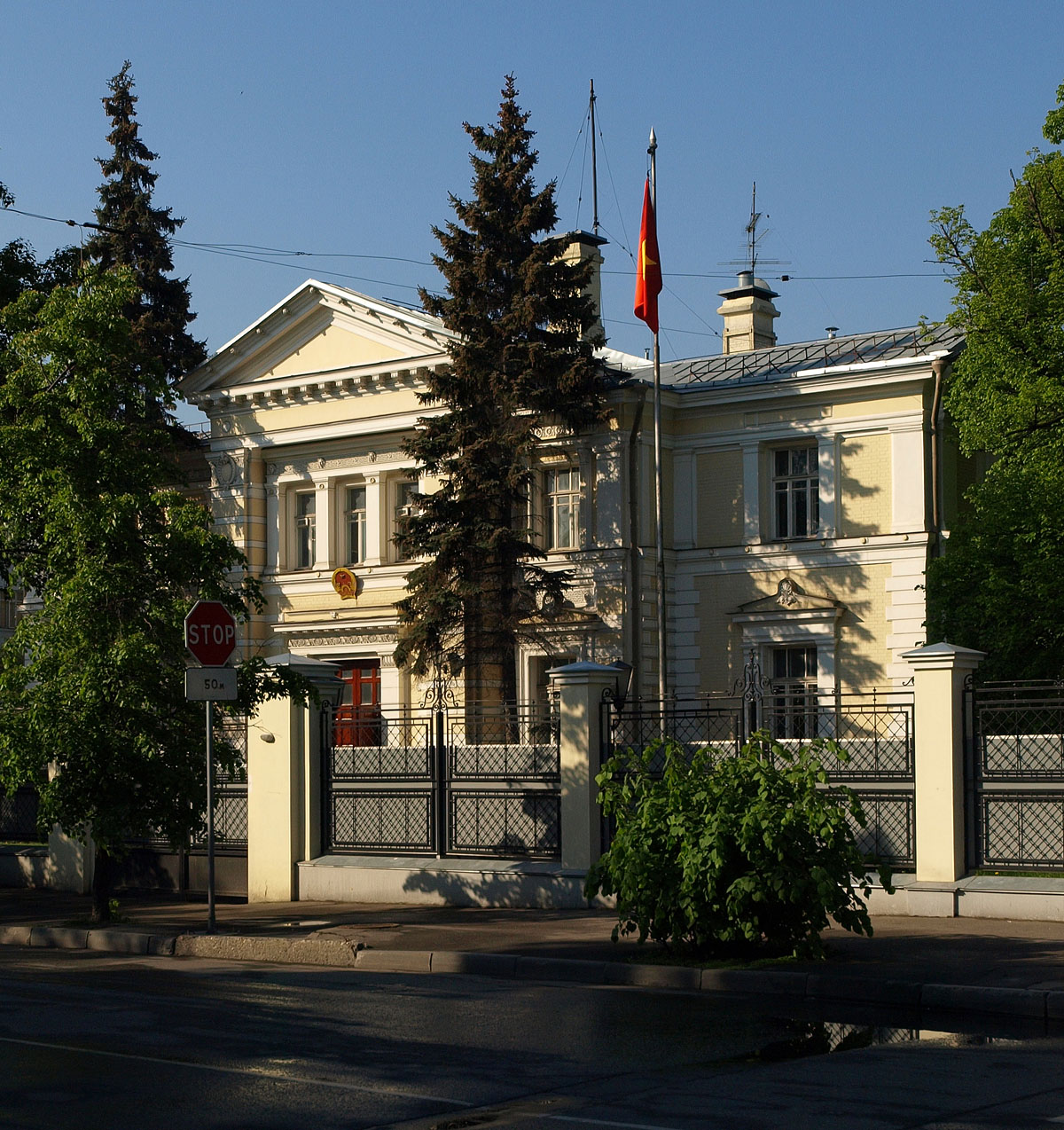
모스크바 주재 베트남 대사관

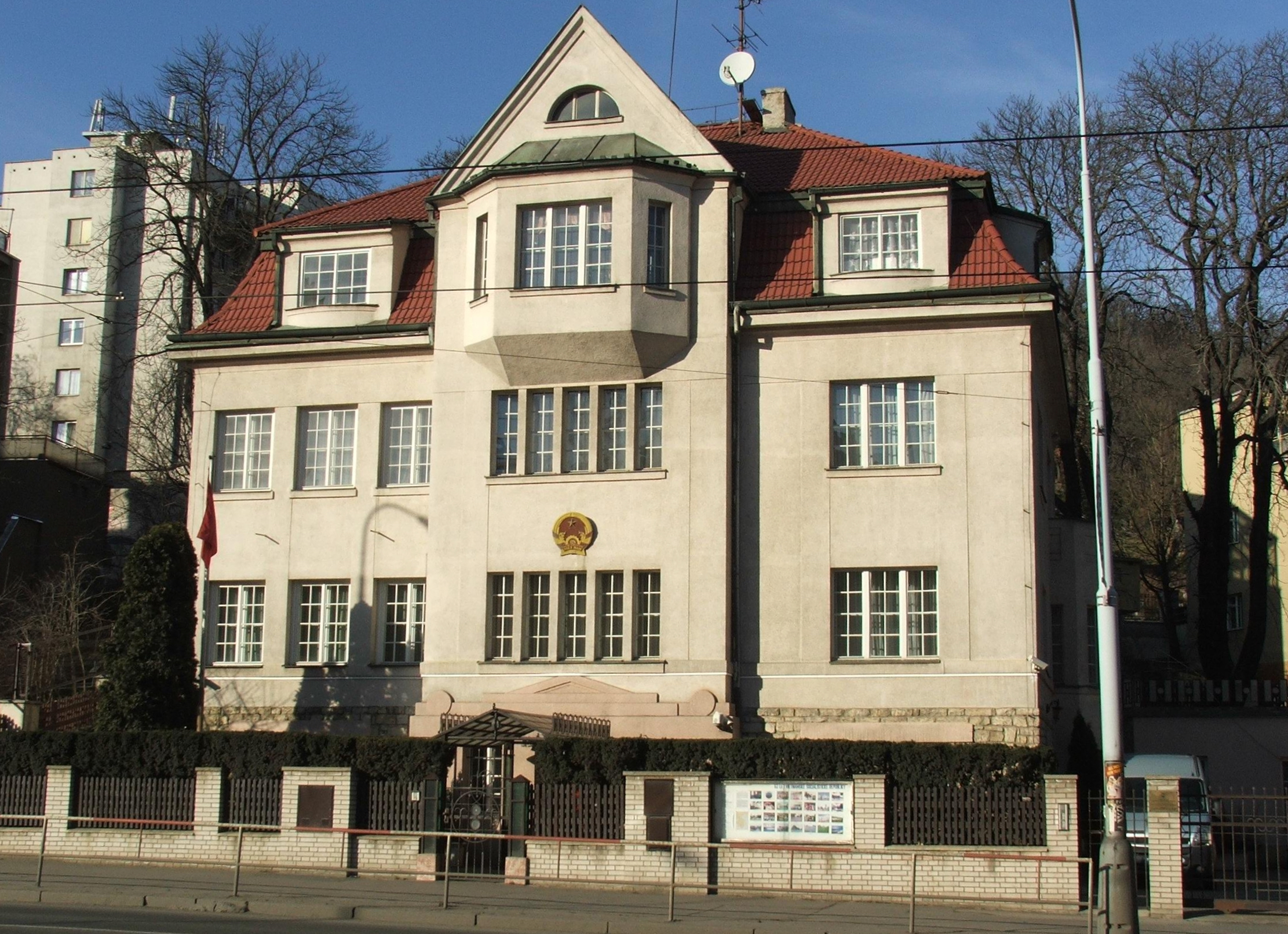
프라하 주재 베트남 대사관

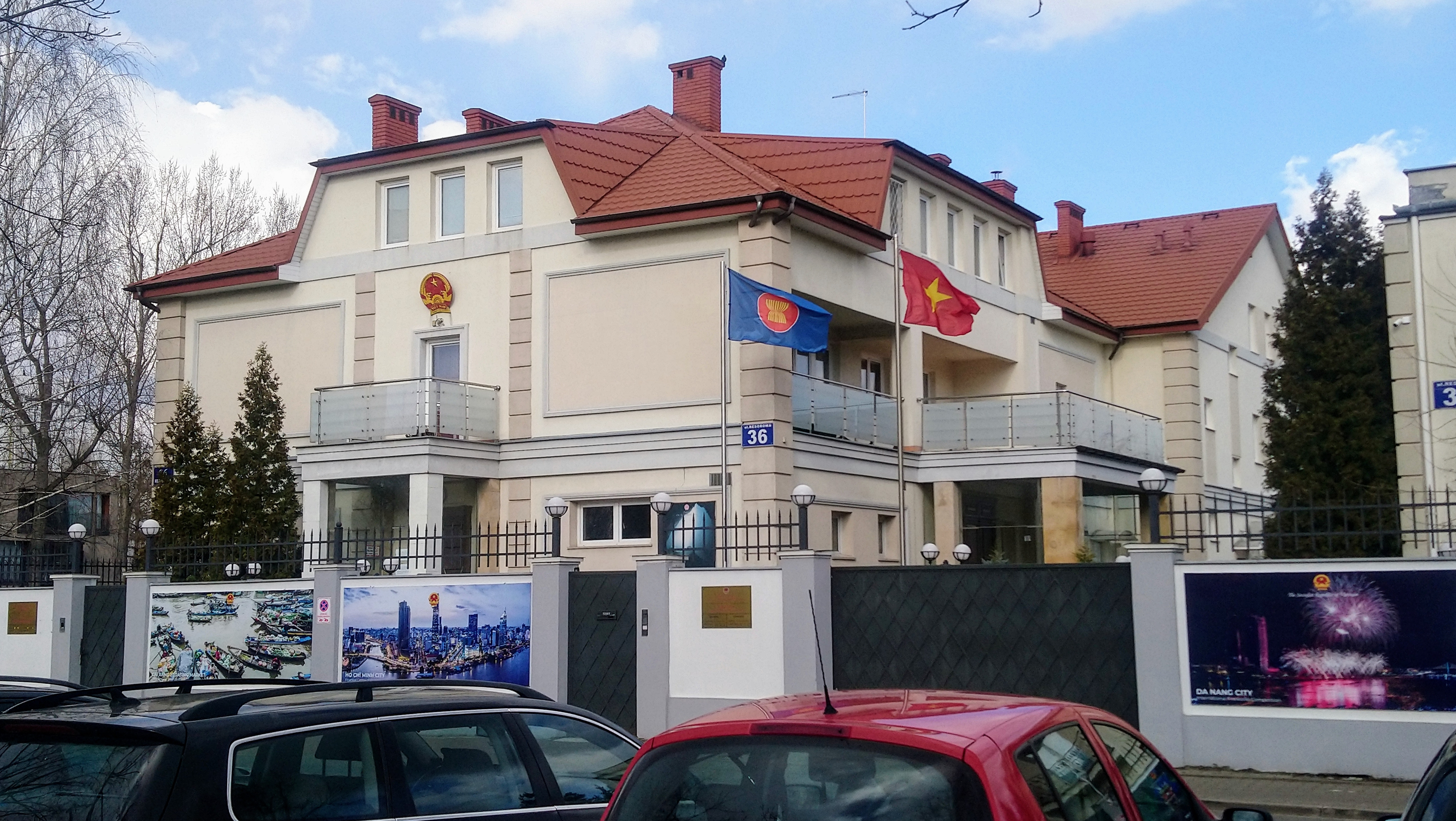
바르샤바 주재 베트남 대사관

- 벨라루스 : 민스크 (대사관)
- 벨기에 : 브뤼셀 (대사관)
- 불가리아 : 소피아 (대사관)
- 체코 : 프라하 (대사관)
- 덴마크 : 코펜하겐 (대사관)
- 핀란드 : 헬싱키 (대사관)
- 프랑스 : 파리 (대사관)
- 독일 : 베를린 (대사관), 프랑크푸르트암마인 (총영사관)
- 그리스 : 아테네 (대사관)
- 헝가리 : 부다페스트 (대사관)
- 이탈리아 : 로마 (대사관)
- 네덜란드 : 헤이그 (대사관)
- 노르웨이 : 오슬로 (대사관)
- 폴란드 : 바르샤바 (대사관)
- 루마니아 : 부쿠레슈티 (대사관)
- 러시아 : 모스크바 (대사관), 예카테린부르크 (총영사관), 블라디보스토크 (총영사관)
- 슬로바키아 : 브라티슬라바 (대사관)
- 스페인 : 마드리드 (대사관)
- 스웨덴 : 스톡홀름 (대사관)
- 스위스 : 베른 (대사관)
- 우크라이나 : 키예프 (대사관)
- 영국 : 런던 (대사관)

## 오세아니아
- 오스트레일리아 : 캔버라 (대사관), 퍼스 (총영사관), 시드니 (총영사관)
- 뉴질랜드 : 웰링턴 (대사관)

## 대표부
- EU 베트남 정부 대표부 : 브뤼셀
- ASEAN 베트남 정부 대표부 : 자카르타
- UN 베트남 정부 대표부 : 제네바, 뉴욕
- UNESCO 베트남 정부 대표부 : 파리

## 같이 보기
- 베트남의 대외 관계
- 베트남 주재 외국공관 목록